# System 3 FC
El System 3 Football Club es un equipo de fútbol de San Vicente y las Granadinas que compite en la SVGFF First Division, la segunda categoría del fútbol en el país.
Fue fundado en 1997 en la capital Kingstown.

## Palmarés
- SVGFF Premier Division: 1

2016
- SVGFF First Division: 1

2024-25
- Campeonato Regional de Arnos Vale: 1

2005
- Campeonato Regional de Barrouallie: 1

2003
- Campeonato Regional de Kingstown: 2

2003/04, 2009
- Campeonato Regional de Sion Hill: 3

1999, 2003, 2005

## Participación en competiciones de la Concacaf
- Campeonato de Clubes de la CFU: 1 aparición

2010 - Segunda ronda
Resultados Primera Ronda:
| Equipo              | Pts | PJ | PG | PE | PP | GF | GC | Dif |
| ------------------- | --- | -- | -- | -- | -- | -- | -- | --- |
| Bayamón FC          | 4   | 2  | 1  | 1  | 0  | 6  | 2  | +4  |
| System 3 FC         | 1   | 2  | 0  | 1  | 1  | 2  | 6  | -4  |
| Elite SC (retirado) | 0   | 0  | 0  | 0  | 0  | 0  | 0  | 0   |

| Fecha       | Lugar   | Local      | Resultado | Visitante   |
| ----------- | ------- | ---------- | --------- | ----------- |
| 27 de marzo | Bayamón | Bayamón FC | 4:0       | System 3 FC |
| 28 de marzo | Bayamón | Bayamón FC | 2:2       | System 3 FC |

Resultados Segunda Ronda:

### Grupo H
| Equipo      | Pts | PJ | PG | PE | PP | GF | GC | Dif |
| ----------- | --- | -- | -- | -- | -- | -- | -- | --- |
| Joe Public  | 6   | 2  | 2  | 0  | 0  | 8  | 1  | +7  |
| WBC         | 3   | 2  | 1  | 0  | 1  | 2  | 5  | -3  |
| System 3 FC | 0   | 2  | 0  | 0  | 2  | 1  | 5  | -4  |

| Fecha       | Lugar     | Local      | Resultado | Visitante   |
| ----------- | --------- | ---------- | --------- | ----------- |
| 14 de abril | Marabella | Joe Public | 5:0       | WBC         |
| 16 de abril | Marabella | WBC        | 2:0       | System 3 FC |
| 18 de abril | Marabella | Joe Public | 3:1       | System 3 FC |

## Jugadores

### Jugadores destacados
- Myron Samuel
- Shandel Samuel